# 荒野大決鬥
《荒野大決鬥》（英語：Old Henry）是一部2021年美國西部片，由波西·彭西羅利（Potsy Ponciroli）執導兼編劇，提姆·布雷克·尼爾森、史考特·荷茲、蓋文·路易斯、崔西·艾金斯以及史蒂芬·杜夫主演。劇情講述農民亨利（Henry）收留一名受傷的男子及一袋現金，引來一群惡煞威脅，亨利被迫做出選擇，同時他的真實身份也受到質疑。
電影2021年9月7日登上第78屆威尼斯影展舉行全球首映，2021年10月1日美國上映。《荒野大決鬥》獲得普遍肯定的口碑。

## 劇情
1906年美國奧克拉荷馬州，失去妻子的農民亨利和兒子懷亞特住在一座農場中；懷亞特與父親的觀念帶有隔閡，亨利也不願與兒子分享自己的過去。某日，亨利發現了一匹走失的馬，馬鞍上有血跡，前往調查時發現了一位名叫庫瑞的瀕死男子和一袋現金。昏迷的庫瑞被亨利帶回家照顧，直到清醒後出手攻擊懷亞特，要求說出錢的下落，但隨即被亨利制伏。不久後，以凱徹姆為首的三名騎手來到農場尋找男人和錢，但被亨利打發回去。庫瑞表示自己是執法人員，而那三名騎手則是冒充執法人員的不法份子。
凱徹姆很快地認為庫瑞藏在農場，並對亨利的身份感興趣，要求副手杜根前去偵查農場，而自己和墨西哥人副手史迪威前往城鎮找幫手。夜裡，庫瑞向亨利簡述了少年時期目睹「比利小子」威廉·H·邦尼之死，亨利最後解開庫瑞的束縛並要求他離開。突然，自大的杜根朝屋子開槍，企圖獨自拿下他們；一番對峙後，亨利在懷亞特面前徒手掐死杜根。亨利認為凱徹姆一定會再回來。
隔天，亨利接受庫瑞的提議，和兒子打包走人並留下庫瑞拖延凱徹姆。但為時已晚，凱徹姆帶著一批幫手來到農場，並將內兄艾爾挾為人質，同時要艾爾說出亨利的真實身份。亨利與對方談判破裂，凱徹姆一槍殺了艾爾，導致懷亞特走出屋子朝對方開槍。亨利與懷亞特回到屋子，要求兒子與庫瑞離開，但懷亞特怨恨父親不允許讓自己幫忙。從亨利與懷亞特的對談中，庫瑞驚喜得知原來亨利就是比利小子，當年後者利用一句西班牙語逃過一劫。亨利帶上手槍至外頭殺光了歹徒，最後在森林的對決中殺了凱徹姆。
戰鬥結束後，亨利幫庫瑞療傷，卻發現對方的左手臂有匪徒的烙印，代表庫瑞曾與凱徹姆合作，但最終決裂。庫瑞果斷朝亨利腹部開槍，聲稱自己成為殺死比利小子的人；庫瑞準備開第二槍時，卻遭懷亞特槍殺。亨利最終在懷亞特面前斷氣，懷亞特則在埋葬了父親後離開了農場。

## 演員
- 提姆·布雷克·尼爾森飾演亨利（Henry）
- 史考特·荷茲飾演庫瑞（Curry）
- 蓋文·路易斯（英语：Gavin Lewis）飾演懷亞特（Wyatt）
- 崔西·艾金斯（英语：Trace Adkins）飾演艾爾（Al）
- 史蒂芬·杜夫飾演凱徹姆（Ketchum）
- 小理察·斯貝特飾演杜根（Dugan）[3]
- 馬克斯·阿西尼加（英语：Max Arciniega）飾演史迪威（Stilwell）[3]

## 發行
《荒野大決鬥》2021年9月7日登上第78屆威尼斯影展，以「非競賽片」身份舉行全球首映。2021年10月1日在美國約30多間影院上映，尖叫影業發行；在紐約市四邊影院首映當天，尼爾森出席由史蒂夫·布希密主持的問答環節。10月8日，電影發行隨選視訊（VOD）。電影預告片在2021年8月27日發表。

## 外部連結
- 互联网电影数据库（IMDb）上《荒野大決鬥》的资料（英文）